# ГЕС Поатіна
ГЕС Поатіна — гідроелектростанція у Австралії на півночі острова Тасманія. Знаходячись перед ГЕС Trevallyn, становить верхній ступінь дериваційного гідровузла Грейт-Лейк — South Esk, який використовує воду з кількох річок Центрального нагір'я Тасманії (останні мають устя як на північному, так і на південно-східному узбережжі острова).
Водозбірна система станції створена на північному сході Центрального нагір'я, де проходить водорозділ між сточищами річок Дервент (впадає до затоки Сторм Тасманового моря на південному сході острова, біля його головного міста Гобарту) та South Esk (вливається до естуарію Тамар, котрий сполучений з омиваючою північ Тасманії Бассовою протокою).
Основний резервуар — сховище Грейт-Лейк — створили на річці Шеннон, яка тече по Центральному нагір'ю на південь та є лівою притокою Ouse, котра в свою чергу впадає ліворуч до Дервент. Для цього звели кам'яно-накидну греблю Miena висотою 28 метрів та довжиною 1136 метрів, яка потребувала 0,5 млн м3 матеріалу. Вона утримує велике водосховище з площею поверхні 176 км2 та об'ємом 3157 млн м3. Окрім власного стоку, резервуар поповнюється за рахунок деривації:
- із розташованого західніше сховища Lake Augusta з площею поверхні 11,3 км2 та об'ємом у 23 млн м3, створеного у верхів'ї Ouse за допомогою кам'яно-накидної греблі висотою 13 метрів та довжиною 970 метрів, яка потребувала 0,1 млн м3 матеріалу. Звідси воду випускають до русла Ouse, в якому дещо нижче по течії розташована невелика споруда, що спрямовує ресурс до каналу довжиною біля 8,5 км. Останній прямує по водорозділу та завершується в одній з правих приток Грейт-Лейк;
- із розташованого далі на схід сховища Arthurs Lake з площею поверхні 65 км2 та об'ємом у 511 млн м3, витікаюча з якого Лейк-Рівер є лівою притокою річки Macquarie, котра в свою чергу впадає ліворуч до зазначеної на самому початку South Esk. Arthurs Lake утримує кам'яно-накидна гребля висотою 17 метрів та довжиною 482 метри, що потребувала трохи більше за 0,1 млн м3 матеріалу. Подача ресурсу до розташованого вище на 140 метрів Грейт-Лейк здійснюється за допомогою насосної станції, від якої прокладено водовід довжиною біля 6 км та канал довжиною 2,5 км.
Від Грейт-Лейк у північно-східному напрямку прокладено дериваційний тунель довжиною 5,7 км, який перетинає водорозділ між сточищами Дервенту та South Esk (таким чином, вода, відібрана з Arthurs Lake, повертається у «рідне» сточище). Далі ресурс прямує по наземному напірному водоводу довжиною 1,8 км та потрапляє до напірної шахти глибиною 150 метрів.
Підземний машинний зал у 1966 році обладнали п'ятьма турбінами типу Пелтон потужністю по 51,6 МВт, до яких у 1977-му додали ще одну того ж типу потужністю 54,5 МВт. В кінці 2010-х турбіни гідроагрегатів № 1, 4 та 5 були модернізовані австрійською компанією Andritz. Обладнання працює при напорі у 758 метрів та забезпечує виробництво 1255 млн кВт-год електроенергії на рік.
Відпрацьована вода транспортується по відвідному тунелю довжиною 4 км, а потім по каналу довжиною 7,5 км, який прокладений правобережжям потоку Palmers Rivulet. Останній впадає праворуч до Brumbys Creek (ліва притока Macquarie), до якої невдовзі приєднується і зазначений канал. Далі через Macquarie та South Esk ресурс надходить на станцію Trevallyn.
Видача продукції відбувається по ЛЕП, розрахованих на роботу під напругою 110 кВ та 220 кВ.